# レズ・ツェッペリン
レズ・ツェッペリン（Lez Zeppelin）はアメリカ合衆国の4人組ガールズロックバンド。「レッド・ツェッペリン」のトリビュートバンド。

## メンバー
- ステフ・ペインズ（Steph Paynes） - ギター
- シャノン・コンリー（Shannon Conley) -ヴォーカル
- ミーガン・X（Megan X）-ベース
- リーサ・ハリントン・スクアーズ（Leesa Harrington-Squyres）-ドラム

## 旧メンバー
- リサ・ブリガンティノ（Lisa Brigantino） - ベース、マンドリン、キーボード
- ヘレン・デストロイ（Helen Destroy） - ドラム
- サラ・マクレラン（Sarah McLellan） - ヴォーカル

## 経歴
2004年にニューヨークで結成。
2007年、本家レッド・ツェッペリンをはじめ、ジミ・ヘンドリックスやキッスを手掛けたエディ・クレイマーのプロデュースにより、カバー6曲とオリジナル2曲を収録したアルバム「Lez Zeppelin」でデビュー。
2008年7月9日に日本デビュー。2008年10月に初来日を果たし、渋谷クラブクアトロにて初ライブを開催。同時期にフジテレビ「ミュージックフェア」に出演し、「Rock and Roll」を披露した。その後、リーダーのステフ(Gt）以外のメンバーが一新。新たなメンバーにて再始動する。
2010年9月8日に2ndアルバムをリリースする事が決定。内容はZEPの1stアルバムの完全再現となり、曲目はもちろんの事、ZEPが1stアルバムを収録した時の機材と、ギター、ベース、ドラム、キーボードに至るまで、すべて同じヴィンテージ機材（1959年製ギブソン・レスポール・スタンダードを始め、1本何千万もするギターを何本も）を使用して収録を行い、当時アナログでレコーディングされた音質に限りなく近いサウンドを再現。プロデュースをAEROSMITH、ジミー・ペイジ等を手がけたペリー・マーゴレフとミック・ジャガー、グラハム・パーカー等を手がけたウィリアム・ウィットマンが担当し、驚くべき事に、ジミー・ペイジ本人もレコーディングに立ち会って、音の調整等をアドバイスしている。

## ディスコグラフィー
- Lez Zeppelin（2007年）

1. Whole Lotta Love
2. The Ocean
3. On the Rocks
4. Since I've Been Loving You
5. Rock and Roll
6. Winter Sun
7. Communication Breakdown
8. Kashmir

※日本盤は上記8曲+ボーナストラック「移民の歌」「レイン・ソング」の全10曲収録。
- Lez Zeppelin I （2010年）

(1) グッド・タイムズ・バッド・タイムズ
(2) ゴナ・リーヴ・ユー
(3) ユー・シュック・ミー
(4) 幻惑されて
(5) 時が来たりて
(6) ブラック・マウンテン・サイド
(7) コミュニケイション・ブレイクダウン
(8) 君から離れられない
(9) ハウ・メニー・モア・タイムズ